# Terra de Melide
Terra de Melide egy comarca (járás) Spanyolország Galicia autonóm közösségében, A Coruña tartományban. Székhelye .

## Települések
A székhely neve félkövérrel szerepel.
- Melide
- Santiso
- Sobrado
- Toques